# Eishockey-Weltmeisterschaft 2001

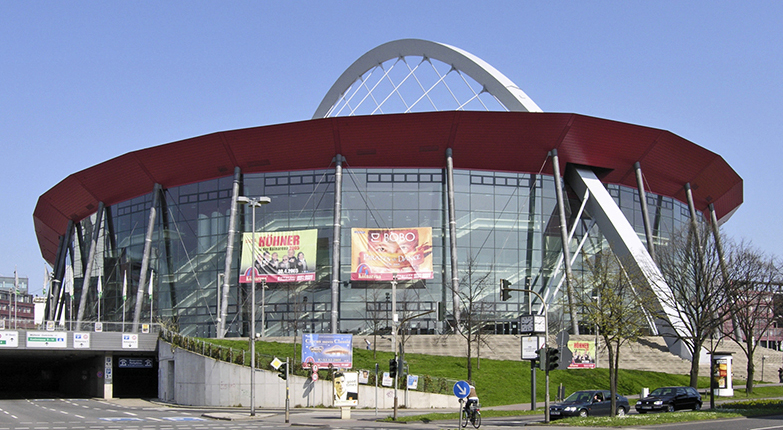
Die Kölnarena – Austragungsort der Herren-Weltmeisterschaft

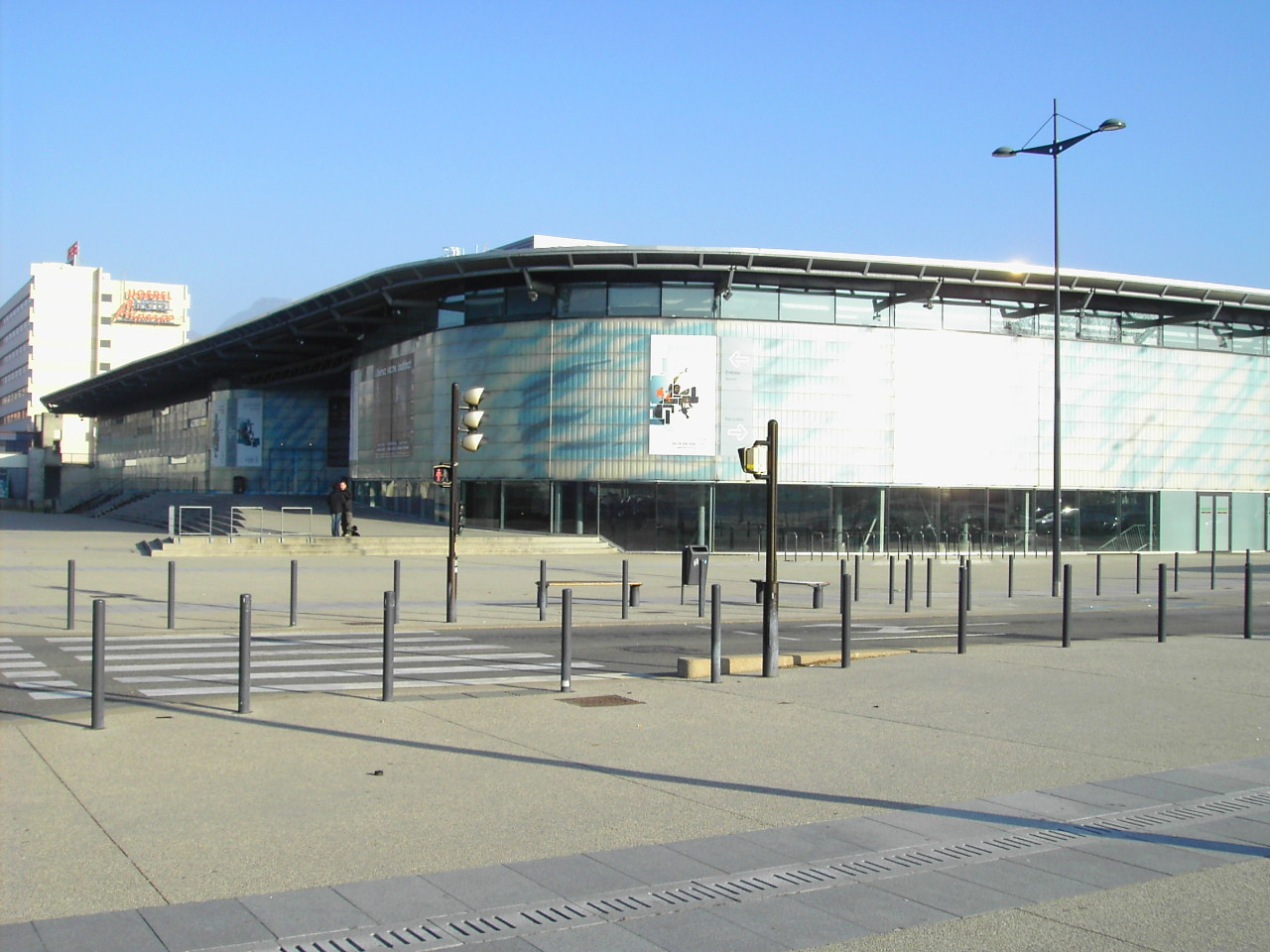
Das Patinoire Polesud in Grenoble – Austragungsort der Herren-WM Division I

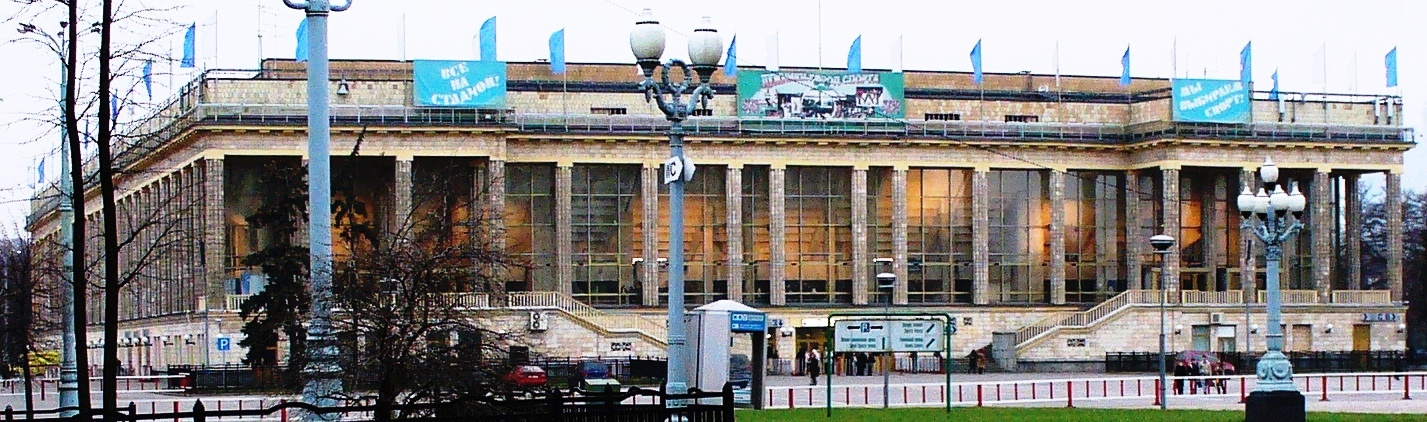
Die Malaja Arena im Sportpalast Luschniki – Spielort der Junioren-Weltmeisterschaft

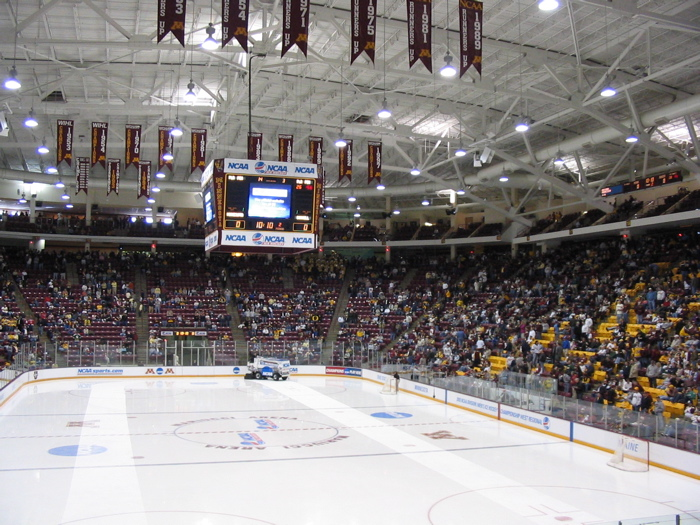
Die Mariucci Arena – Austragungsort der Frauen-Weltmeisterschaft

Die Internationale Eishockey-Föderation veranstaltete 2001 die 65. Eishockey-Weltmeisterschaften. Dabei wurde eine Vielzahl von Turnieren der verschiedenen Spielklassen im Herren-, Frauen- und Juniorenbereich ausgetragen.

## Modus-Änderungen
Im Vergleich zum Vorjahr gab es erhebliche Modus-Veränderungen, insbesondere in den B-, C- und D-Gruppen. Zunächst wurden die Bezeichnungen verändert. Die A-Gruppe wird nur noch als Weltmeisterschaft bezeichnet, während die bisherige B-Gruppe nunmehr als Division I und die C-Gruppe als Division II bezeichnet wird.
Diese neuen Bezeichnungen gelten für alle Eishockey-Weltmeisterschaften, also auch für den Junioren- und Frauenbereich. Zudem wurde der Austragungsmodus in den beiden Divisionen verändert. Sowohl Division I als auch Division II spielen mit jeweils zwölf Mannschaften. Diese treffen jedoch nicht in einem einzigen Turnier aufeinander, sondern werden in zwei Gruppen mit jeweils sechs Mannschaften aufgeteilt. Die beiden Gruppen werden an verschiedenen Orten im Ligensystem ausgespielt, wobei der jeweilige Gruppensieger in die nächsthöhere Klasse aufsteigt und der Gruppenletzte in die nächsttiefere Klasse absteigt. Es gibt also bei den männlichen Senioren fortan jeweils zwei Auf- und Absteiger. Eine Division III gibt es in diesem Jahr nicht.

## Die Turniere im Überblick

### Herren
Die 65. Weltmeisterschaften der Herren fanden an folgenden Orten und zu folgenden Zeiten statt:
Weltmeisterschaft: 28. April bis 13. Mai in Köln, Hannover und Nürnberg (Deutschland)
Division I, Gruppe A: 16. April bis 22. April in Grenoble (Frankreich)
Division I, Gruppe B: 15. April bis 21. April in Ljubljana (Slowenien)
Division II, Gruppe A: 1. April bis 7. April in Majadahonda (Spanien)
Division II, Gruppe B: 26. März bis 1. April in Bukarest (Rumänien)
Insgesamt 40 Mannschaften nahmen an diesen Welttitelkämpfen teil.

### Frauen
Die 7. Weltmeisterschaften der Frauen fanden an folgenden Orten und zu folgenden Zeiten statt.
Weltmeisterschaft: 2. April bis 8. April in Blaine, Minneapolis, Fridley u. a. (USA)
Division I: 20. März bis 25. März in Briançon (Frankreich)
Division II, Gruppe A: 5. März bis 11. März in Bukarest (Rumänien)
Division II, Gruppe B: 20. März bis 25. März in Maribor (Slowenien)
Insgesamt nahmen 26 Nationen an diesen Weltmeisterschaften teil.

### Junioren
Die 25. U20-Junioren-Weltmeisterschaften fanden in diesem Jahr an folgenden Orten und Terminen statt:
Weltmeisterschaft: 26. Dezember 2000 bis 5. Januar 2001 in Moskau und Podolsk (Russland)
Division I: 10. Dezember 2000 bis 16. Dezember 2000 in Füssen und Landsberg (Deutschland)
Division II: 30. Dezember 2000 bis 3. Januar 2001 in Elektrėnai und Kaunas (Litauen)
Division III: 4. bis 8. Januar 2001 in Belgrad (Jugoslawien).
Insgesamt nahmen 34 Mannschaften an diesen Junioren-Weltmeisterschaften teil.
Die 3. U18-Junioren-Weltmeisterschaft wurde in diesem Jahr an folgenden Orten und zu folgenden Zeiten ausgetragen:
Weltmeisterschaft: 12. April bis 22. April in Helsinki, Lahti und Heinola (Finnland)
Division I: 26. März bis 1. April in Riga und Liepāja (Lettland)
Division II: 27. März bis 31. März in Elektrėnai und Kaunas (Litauen)
Division III: 7. März bis 11. März in Sofia (Bulgarien)
Asien-Division I: 8. März bis 11. März in Seoul (Südkorea)
Qualifikation zur Asien-Division I: 9. März bis 11. März in Seoul (Südkorea)